# Змова проти Гітлера
Змова проти Гітлера (англ. The Plot to Kill Hitler) — американсько-югославський телевізійний фільм, екранізація спроби кількох офіцерів вчинити державний переворот у Німеччині 20 липня 1944 року.

## Сюжет
У 1944 році кілька вищих офіцерів командування на чолі з Клаусом фон Штауффенбергом роблять спробу вбити Адольфа Гітлера та взяти під свій контроль уряд Третього Рейху. Героям вдається принести бомбу до ставки Гітлера й активізувати її, однак завдяки щасливому збігу обставин Гітлер залишається в живих, і СС швидко заарештовує й страчує всіх, хто був причетним до замаху. Фільм базується на реальних подіях.[1][2]

## Помилки
- На польовому головному уборі Штауффенберга, який він носив на початку фільму (коли дія відбувалася у Північній Африці), є два металевих знаки відмінності, прикріплених спереду. Фактично такі убори шили як знак відмінності. Окрім того, Штауффенберг носить акуратно зав'язану краватку, але насправді німці не носили їх ніде на лінії фронту, особливо в умовах Північноафриканської пустелі.

- Після того, як головний герой втратив око і руку під час війни у Північній Африці, показано, що він носить чорну або срібну нагороду «За поранення» на уніформі. Однак насправді Штауффенберг повинен носити золотий знак, який був присуджений йому за дуже серйозні поранення.

- Під час таємної нічної зустрічі фельдмаршала Ервіна Роммеля і Штауффенберга на уніформі першого можна побачити Нагрудний знак ближнього бою. Насправді Роммель цю нагороду не отримував.

- У сценах, де показано події 1945 року, можна побачити відмітки на шоломах німецьких солдатів, які були скасовані ще у 1943 році.

- У двох молодих синів Штауффенберга занадто довгі зачіски як для періоду Другої світової війни.

- У фільмі також є ще один неправильний аспект — участь Гітлера в астрології: в одній зі сцен він дивиться на астрологічні карти. Більша частина істориків вважає це помилкою.[1][3]

## Ролі виконують
- Бред Девіс — полковник Клаус фон Штауффенберг
- Медолін Сміт Осборн — Ніна фон Штауффенберг
- Айан Річардсон — генерал Бек
- Кеннет Коллі — фельдмаршал Вільгельм Кейтель
- Майкл Берн — генерал Ольбріхт
- Гельмут Лонер — генерал Фромм
- Джонатан Хайд — професор Йозеф Геббельс
- Гельмут Грім — фельдмаршал Ервін Роммель
- Майк Гвілім — Адольф Гітлер
- Вернон Добчефф — Фельгібель
- Крістоф Айхгорн — Стіф[1]